# Дунаєвський Мойсей Олександрович
Мойсей Олександрович Дунаєвський (15 квітня 1919, Олександрівськ — 16 лютого 1992, Харків) — радянський військовик, учасник Німецько-радянської війни. Орденоносець. Проректор з адміністративно-господарської частини Харківського державного інституту культури.

## Життєпис
Мойсей Дунаєвський народився 15 квітня 1919 року у Олександрівську (зараз Запоріжжя). За етнічним походженням єврей. Середню освіту здобував у школі села Ушкалка Верхньорогачицького району Херсонської області, яку закінчив у 1933 році. Пізніше працював у 1933—1935 роках слюсарем на одній з фабрик Москви. Був призваний 6 жовтня 1939 року Хабаровським РВК до лав Червоної армії, проходив службу до 1940 року в 5 окремому зенітному артилерійському дивізіоні ППО. Потім перебував курсантом.
З 1941 року брав участь у Німецько-радянській війні, проходив службу в частинах ППО. З березня 1943 року перебував на посаді начальника адміністративно-господарського відділу штабу Харківського дивізійного району ППО. У січні 1944 перейшов на посаду начальника продовольчо-фуражного постачання 266 окремого зенітного артилерійського дивізіону малого калібру. У серпні 1944 року очолив продфуражне постачання новоствореного 1937 зенітно-артилерійського полку малого калібру. Мойсей Дунаєвський швидко налагодив господарську діяльність частини та її продовольче забезпечення. Вдало розв'язав питання з забезпечення ешелонів та харчування особистого складу під час передислокації полку. За що Дунаєвський був нагороджений орденом Червоної зірки. Як зазначено у нагородному листі, полк Дунаєвського був одним з кращих у з'єднанні за господарською діяльністю. З 3 березня до 9 травня 1945 року перебував начальником продпостачання того ж полку. Член КПРС з 1945 року.
По закінченню війни, підполковник інтендантської служби Мойсей Дунаєвський служив на посаді заступника командира по тилу 79 радіотехполку 9 дивізії ППО. Був звільнений у запас 23 листопада 1973 року. З 1975 року працював на посаді проректора з адміністративно-господарської частини Харківського державного інституту культури. Помер Мойсей Дунаєвський 16 лютого 1992 року у Харкові.

## Нагороди
- орден Червоної зірки (28.09.1945[2], 05.11.1954[4])
- орден Вітчизняної війни II ступеня (6 квітня 1985)[5]
- медаль «За перемогу над Німеччиною у Великій Вітчизняній війні 1941—1945 рр.» (09.05.1945)[6]
- медаль «За бойові заслуги» (15.11.1950)[7]
- медаль «За бездоганну службу» I ступеня[3]